# Сюин
Сюи́н (кит. упр. 秀英, пиньинь Xiùyīng) — район городского подчинения городского округа Хайкоу провинции Хайнань (КНР).

## История
Исторически эти места входили в состав уезда Цюншань (琼山县); здесь была деревня Сяоинцунь (小英村), которая во времена империи Цин была переименована в Сюинцунь (秀英村). В 1947 году была создана волость Сюин (秀英乡).
После занятия острова Хайнань войсками НОАК эти места вошли в состав Хайкоу. В июле 1982 года был создан район Сюин. В 1993 году в состав района перешла одна из волостей уезда Чэнмай. В 2002 году был упразднён городской уезд Цюншань, и часть его бывших земель также перешла в состав района Сюин.

## Административное деление
Район делится на 2 уличных комитета и 6 посёлков.